# 안동일

 안동일(1959년 ~ )은 포스코 사장과 현대제철 대표이사 사장을 지낸 대한민국의 기업인이다. 1984년 포스코에 입사해 냉연도금기계정비 과장, 포항제철소 설비기술부장, 포스코건설 상무, 광양제철소 설비담당 부소장, 포스코 전무, 광양제철소장, 포스코 사장, 포항제철소장 등을 거쳤다. 현대제철의 첫 포스코 출신 대표이사 사장이다. 

## 학력
- 부산대학교 생산기계공학과
- 캐나다 맥길대학교 경영학 석사

## 참고 자료
- 한성희 비즈니스 포스트 인물검색